# 巴妮萨·桑塔纳
巴妮萨·桑塔纳（西班牙語：Vanesa Santana；1990年9月3日—），阿根廷女子职业足球运动员，司职中场，目前效力于阿拉维斯体育和阿根廷国家女子足球队。她曾代表阿根廷参加2023年国际足联女子世界杯。